# White Lies
White Lies son una banda de indie rock oriunda de Ealing, Londres. Anteriormente llamados Fear of Flying, la banda está compuesta por Harry McVeigh (vocalista, guitarrista), Charles Cave (bajista y corista) y Jack Lawrence-Brown (batería). La banda se ve complementada por Tommy Bown (teclado) en los conciertos.
White Lies se formó en octubre de 2007, días después de su primera aparición ganaron un contrato con Fiction Records. Tras el lanzamiento de "Unfinished Business" y "Death" comenzaron a participar en diversos festivales en Reino Unido y Estados Unidos. Con sus sencillos "To Lose My Life" y "Farewell to the Fairground" consiguieron captar más atención por parte de los medios.
A comienzos de 2009, White Lies consiguieron varios premios: "Sound of..." de la BBC, y "Critics' Choice Award" de los premios BRITs.

## Historia

### Formación
Charles Cave y Jack Lawrence-Brown eran de Pitshanger Village en North Ealing; comenzaron a tocar juntos en espectáculos de instituto. Dos años más tarde se les unió Harry McVeigh y comenzaron a tocar bajo el nombre de Fear of Flying. Charles Cave describió la banda como "un proyecto de fin de semana" y como uno de tantos grupos de adolescentes.
Fear of Flying lanzaron dos sencillos con una discográfica independiente (Young and Lost Club), "Routemaster/Round Three" el 7 de agosto de 2006 y "Three's a Crowd/Forget-Me-Nots" el 6 de diciembre de 2006.
Dos semanas antes de la entrada a la Universidad, el grupo decidió tomarse un año sabático y encontrar nuevo material. En octubre de 2007 Fear of Flying se separaron formalmente, justo antes de introducir un sonido más oscuro y un nuevo nombre: White Lies.

### Actividad actual
Durante el verano de 2009 White Lies participaron en numerosos festivales: Benicàssim, Coachella, Glastonbury, Isla de Wight, Lollapalooza, Oxegen, Reading y Leeds
En una entrevista para la BBC, McVeigh afirmó que debido a la naturaleza de la técnica de escritura de letras de la banda, así como las dificultades para programar las fechas de las giras, no habría nuevo material hasta 2010. El grupo anunció una gira para noviembre de 2009 en el Reino Unido, además de algunas actuaciones en los Estados Unidos como teloneros de Kings of Leon.
Su actividad actual se remonta a preparar una gira con su nuevo álbum "As I Try Not To Fall Apart" lanzado en 2022.

## Discografía

### Álbumes
- To Lose My Life... (2009)
- Ritual (2011)
- Big TV (2013)
- Friends (2016)
- Five (2019)
- As I Try Not to Fall Apart (2022)

### Sencillos
| Año  | Título                       | Posiciones | Posiciones | Posiciones | Álbum                                      |
| Año  | Título                       | UK         | BEL        | HOL        | Álbum                                      |
| ---- | ---------------------------- | ---------- | ---------- | ---------- | ------------------------------------------ |
| 2008 | «Unfinished Business»        | —          | —          | —          | To Lose My Life...                         |
| 2008 | «Death»                      | 52         | 53         | —          | To Lose My Life...                         |
| 2009 | «To Lose My Life»            | 34         | 68         | —          | To Lose My Life...                         |
| 2009 | «Farewell to the Fairground» | 33         | 56         | 83         | To Lose My Life...                         |
| 2011 | «Bigger than Us»             | 42         | 36         | 45         | Ritual                                     |
| 2011 | «Strangers»                  | —          | 58         | —          | Ritual                                     |
| 2011 | «Holy Ghost»                 | —          | —          | —          | Ritual                                     |
| 2011 | «The Power & the Glory»      | —          | —          | —          | Ritual                                     |
| 2013 | «There Goes Our Love Again»  | —          | 80         | —          | Big TV                                     |
| 2013 | «First Time Caller»          | —          | —          | —          | Big TV                                     |
| 2018 | «Time to Give»               | -          | -          | -          | FIVE                                       |
| 2021 | «As I Try Not To Fall Apart» | -          | -          | -          | As I Try Not To Fall Apart                 |
| 2021 | «I Don't Want To Go To Mars» | -          | -          | -          | As I Try Not To Fall Apart                 |
| 2022 | «Am I Really Going To Die»   | -          | -          | -          | As I Try Not To Fall Apart                 |
| 2022 | «Blue Drift»                 | -          | -          | -          | As I Try Not To Fall Apart                 |
| 2022 | «Trouble In America»         | -          | -          | -          | As I Try Not To Fall Apart (Bonus Edition) |
| 2022 | «Breakdown Days»             | -          | -          | -          | As I Try Not To Fall Apart (Bonus Edition) |